# Чигорак (село)
Чигорак — село в Воронежской области.
Входит в Борисоглебский городской округ.
В селе родился Герой Советского Союза Михаил Стариков.

## География

### Улицы
| - ул. 40 лет Октября - ул. Вишнёвая - ул. Калинина - ул. Красная - ул. Красная Заря - ул. Красная Звезда - ул. Ленинская - ул. Лесная - ул. Матросовская - ул. Московская - ул. Московская 1 | - ул. Набережная - ул. Первомайская - ул. Пионерская - ул. Проезжая - ул. Пушкина - ул. Рябиновая - ул. Свердлова - ул. Свободы - ул. Степана Разина - ул. Тенистая - ул. Труда | - ул. Фрунзе - ул. Цветочная - ул. Центральная - пер. 1-й Октябрьский - пер. 2-й Октябрьский - пер. Косой - пер. Параллельный - пер. Первомайский - пер. Садовый - пер. Свободы |

## Население
| 2010 |
| ---- |
| 2154 |

## Инфраструктура
Личное подсобное хозяйство с зоной сельскохозяйственного использования, индивидуальная застройка усадебного типа.
Основа экономики — сельское хозяйство.

## Достопримечательности
Въездной знак Чигорак.
Часовня Новомучеников и Исповедников Российских в окрестностях села, в урочище Матрёшкин буерак.

## Транспорт
Остановки общественного транспорта «Чигорак», «Рябиновая улица».